# Partido de Representación Popular
El Partido de Representación Popular (en portugués: Partido de Representação Popular, PRP) fue un partido político brasileño de ideología nacionalista y populista. 
Fue fundado el 26 de septiembre de 1945 por antiguos militantes de la Acción Integralista Brasileña, liderados por Plínio Salgado. Su primer presidente fue Adauto de Alencar Fernandes.
Obtuvo siempre representación parlamentaria, especialmente en los estados del sur. En 1955, presentó la candidatura de Salgado a la presidencia de la República, quien obtuvo cerca de un 8% de los sufragios.
Fue disuelto el 28 de agosto de 1965, por el medio del Acto Institucional N.º 2 del Régimen Militar. La mayoría de sus integrantes se incorporaron a la Alianza Renovadora Nacional.